# Kvæðakver
Kvæðakver (en islandés, Poemas) es un libro de poesía del escritor islandés Halldór Laxness publicado en 1930. Fue el primer libro publicado por el autor después de regresar de Estados Unidos en aquel año, incluyendo trabajos de los años anteriores. A pesar de que la poesía siempre fue una rama de interés para Laxness, incluyendo poemas en varias de sus novelas, éste fue el único libro de poemas que publicó en vida, aunque posteriores a su muerte han sido publicadas numerosas recopilaciones de sus trabajos líricos.

## Contenido
El libro contiene poemas variados sobre numerosos temas: amor, la vida de los islandeses, canciones, poemas culturales, poemas tristes, etc. 
Ejemplos de poemas conocidos del libro son En el prado de casa, Junto al río Öxará, Pronto vendrán tiempos mejores, El poema de María y El joven en el bosque, entre otros.
El estilo de muchos de los poemas se caracteriza por ser parte del período de experimentación de Laxness en la poesía y fueron en su momento considerados innovadores.
A partir de 1949 se publicó una edición aumentada que añadía poemas que habían aparecido en otras obras de Laxness. Muchos de estos poemas han ganado vida independiente, como por ejemplo Estrella de mayo, que aparece en el libro Heimsljós, novela publicada por partes entre 1937 y 1940.

## Controversias
Luego de la publicación de este libro, el Parlamento Islandés decidió despojar a Laxness de su salario literario por El joven en el bosque, el cual es considerado el primer poema surrealista en lengua islandesa.